# Liste der denkmalgeschützten Objekte in Lans (Tirol)
Die Liste der denkmalgeschützten Objekte in Lans enthält die 9 denkmalgeschützten, unbeweglichen Objekte der Gemeinde Lans.

## Denkmäler
| Foto |                 | Denkmal | Standort                                      | Beschreibung | Metadaten |
| ---- | --------------- | --- | --------------------------------------------- | --- | --- |
| ja   | Datei hochladen | Kriegerdenkmal HERIS-ID: 109474 Objekt-ID: 127103 TKK: 54913                                               | Dorfstraße 13, in der Nähe Standort KG: Lans  | Das Kriegerdenkmal an der westlichen Friedhofsmauer wurde um 1925 geschaffen. Es zeigt unter einem giebelartigen Aufsatz die Marmorskulptur eines stehenden Soldaten. Zu beiden Seiten befinden sich Tafeln mit den Namen der Gefallenen beider Weltkriege sowie der Tiroler Freiheitskämpfer. | BDA-Hist.: Q37814950 Status: § 2a Stand der BDA-Liste: 2025-06-30 Name: Kriegerdenkmal GstNr.: 769/1                                                                    |
| ja   | Datei hochladen | Kath. Pfarrkirche hl. Lambert und Friedhof HERIS-ID: 55686 Objekt-ID: 64455 TKK: 54910, 54911              | neben Dorfstraße 13 Standort KG: Lans         | Die Kirche wird 1369 erstmals urkundlich erwähnt. Im 15. Jahrhundert scheint es zu Umbauarbeiten gekommen zu sein, da 1487 der Chor von Nikolaus Cusanus neu eingeweiht wurde. 1722 wurde das gotische Gotteshaus grundlegend im barocken Stil umgebaut und erweitert. Wie auch Hall in Tirol so erhielt Lans von Ritter Florian von Waldauf im Jahre 1503 eine reiche Reliquiensammlung geschenkt. Die Kirche wurde letztmals 2006 renoviert.                                                    | BDA-Hist.: Q38067225 Status: § 2a Stand der BDA-Liste: 2025-06-30 Name: Kath. Pfarrkirche hl. Lambert und Friedhof GstNr.: .1, 240, 241/3 Pfarrkirche hl. Lambert, Lans |
| ja   | Datei hochladen | Wetterkreuz HERIS-ID: 104644 Objekt-ID: 121504 TKK: 54917                                                  | Kochholzweg 78, in der Nähe Standort KG: Lans | Das monumentale Kruzifix am Ortsausgang Richtung Igls wurde um 1880 errichtet. Es zeigt vor einer maßwerkverzierten Rückwand einen langgestreckten Corpus Christi vom Dreinageltypus mit dreiteiligem Strahlenkranz und zweizeiligem Titulus. | BDA-Hist.: Q37801458 Status: § 2a Stand der BDA-Liste: 2025-06-30 Name: Wetterkreuz GstNr.: 768                                                                         |
| ja   | Datei hochladen | Villa Oellacher HERIS-ID: 104653 Objekt-ID: 121513 TKK: 54924                                              | Kralbergweg 31 Standort KG: Lans              | Das Landhaus in weithin sichtbarer Lage auf einem Hügel wurde 1847 in Renaissance-Formen errichtet. Der zweigeschoßige Bau mit Mezzanin ist mit einem flachen Zeltdach über einem profilierten Kranzgesims gedeckt. Die Fassaden sind durch eine sehr hohe Erdgeschoßzone mit zarter Nutung und umlaufendem Kordongesims, Eckpilaster und unterschiedliche Fensterformen gegliedert. Im Inneren haben sich qualitätvolle Ausstattungselemente wie eine Zirbelstube von 1910 erhalten.             | BDA-Hist.: Q17326801 Status: Bescheid Stand der BDA-Liste: 2025-06-30 Name: Villa Oellacher GstNr.: .35 Ansitz Oellacher                                                |
| ja   | Datei hochladen | Ansitz Oellacher, Hauskapelle, Brunnen und Garteneinfriedung HERIS-ID: 104654 Objekt-ID: 121514 TKK: 54925 | Kralbergweg 31 Standort KG: Lans              | Die Villa Oellacher ist von einer Parkanlage umgeben, die von einer Natursteinmauer begrenzt wird. Die neuromanische Kapelle am nordwestlichen Ende des Parks wurde zeitgleich mit der Villa 1847 erbaut. Die Fassaden- und Chorwände sind durch Ecklisenen und Rundbogenfriese gegliedert. An der Giebelfassade befindet sich ein mehrfach profiliertes Rundbogenportal mit darüber liegendem Kreisfenster. Der Marmorbrunnen wurde 1884 zur Erinnerung an den Stammvater der Familie errichtet. | BDA-Hist.: Q64486136 Status: Bescheid Stand der BDA-Liste: 2025-06-30 Name: Ansitz Oellacher, Hauskapelle, Brunnen und Garteneinfriedung GstNr.: 271 Ansitz Oellacher   |
| ja   | Datei hochladen | Zimmeter-Bildstock HERIS-ID: 104642 Objekt-ID: 121502 TKK: 54915                                           | vor Ranser Weg 1 Standort KG: Lans            | Die Steinsäule aus Nagelfluh am Ortsausgang Richtung Aldrans wurde 1679 errichtet. Sie besteht aus einem achteckigen Schaft und einem vierseitigen Tabernakelaufsatz mit seichten Nischen und vier Dreiecksgiebeln. Die Bildtafeln in den Nischen wurden 1959 von Wolfram Köberl geschaffen und zeigen die hll. Leonhard, Notburga und Christophorus. An der vierten Seite befindet sich eine Inschriftentafel für Kunibert Zimmeter, den Gründer des Tiroler Heimatschutzvereins.                | BDA-Hist.: Q37801434 Status: § 2a Stand der BDA-Liste: 2025-06-30 Name: Zimmeter-Bildstock GstNr.: 583/2 Zimmeter Bildstock                                             |
| ja   | Datei hochladen | Paschberg-Kapelle HERIS-ID: 104643 Objekt-ID: 121503 TKK: 54916                                            | Standort KG: Lans                             | Die offene, gemauerte Wegkapelle mit weit vorgezogenem Satteldach stammt aus der zweiten Hälfte des 19. Jahrhunderts. Im tonnengewölbten Innenraum befindet sich eine gemauerte Mensa. | BDA-Hist.: Q37801447 Status: § 2a Stand der BDA-Liste: 2025-06-30 Name: Paschberg-Kapelle GstNr.: 387/1                                                                 |
| BW   | Datei hochladen | Grenzstein HERIS-ID: 110200 Objekt-ID: 127871 TKK: 115643                                                  | Standort KG: Lans                             | Der Grenzstein mit eingezeichnetem Kreuz stammt vermutlich aus dem 19. Jahrhundert. | BDA-Hist.: Q37817586 Status: § 2a Stand der BDA-Liste: 2025-06-30 Name: Grenzstein GstNr.: 387/1                                                                        |
| ja   | Datei hochladen | Huisen-Kapelle, Hauskapelle Lechner vulgo Huisen HERIS-ID: 39895 Objekt-ID: 39733 TKK: 54914               | Standort KG: Lans                             | Die niedrige, gemauerte Kapelle mit flachem Satteldach wurde um 1700 errichtet. An der Westfassade befindet sich eine große, abgefaste und korbbogige Öffnung, darüber im Giebel eine querovale Nische. Der Innenraum ist mit einem Tonnengewölbe versehen. | BDA-Hist.: Q37991549 Status: Bescheid Stand der BDA-Liste: 2025-06-30 Name: Huisen-Kapelle, Hauskapelle Lechner vulgo Huisen GstNr.: .64                                |